# Pentekontere
Die Pentekontere (altgriechisch πεντεκόντορος pentekóntoros, deutsch ‚Fünfzigruderer‘) war ein antiker griechischer Schiffstyp, bei dem 25 Ruderer auf jeder Seite saßen. Pentekonteren waren etwa 30 bis 40 Meter lang und etwa 4 Meter breit. Sie waren ein verbreiteter Ruderschiffstyp (Langschiff) während der archaischen Zeit Griechenlands. Pentekonteren gehören zu den ersten Schiffen mit einem Rammsporn.

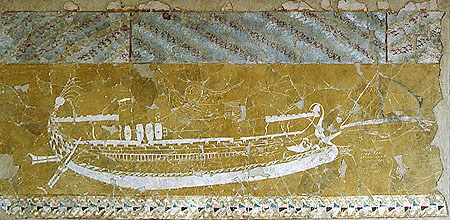
Wandbild aus einem Tempel in Nymphaion (Krim), heute in der Eremitage (Sankt Petersburg)

Ein ähnliches Schiff mit 30 Ruderern ist eine Triakontere.
Die Pentekontere war eine frühe Form der Galeere, die recht lang, schmal und flach aufgebaut war. Durch ihre schnittige Bauweise wurde versucht, eine möglichst hohe Geschwindigkeit für Rammmanöver aufzubauen. Das Schiff wurde zusätzlich zu den Rudern mit einem Rahsegel ausgestattet.
Nachfolger des Fünfzigruderers waren Diere und Triere, bei denen bei gleicher Länge die Ruderer in zwei bzw. drei Reihen übereinander angeordnet waren und die Schiffe so wesentlich beweglicher machten. Die Triere wurde um 680 v. Chr. von dem korinthischen Schiffsbauer Ameinokles entwickelt. Ihm wird aber auch die Entwicklung der Pentekontere zugeschrieben. 
Möglicherweise gelang es den antiken Griechen erst mit Trieren, gegen die ungünstigen Strömungen und den Gegenwind in den Dardanellen und im Bosporus anzukommen und mit ihren Schiffen ins Schwarze Meer vorzudringen. Demnach könnten die frühesten griechischen Kolonien an der Küste des Schwarzen Meeres erst nach 680 v. Chr. gegründet worden sein. Andererseits zeigte u. a. bereits A. John Graham, dass Fahrten durch die Meerengen ins Schwarze Meer auch vor dem frühen 7. Jahrhundert v. Chr. nicht unmöglich waren, wenn man günstigere Winde abwartete und einige Fahrrinnen kannte, in denen die Strömung weniger stark oder gar gegenläufig ist.